# مقولة (إب)
مقوله هي إحدى قرى الجمهورية اليمنية. تتبع جغرافيا لمحافظة إب وإداريًا لمديرية السدة. يبلغ تعداد سكانها 962 نسمة حسب الإحصاء الذي أجري عام 2004.